# Яні Сієвінен
Яні Сієвінен (фін. Jani Sievinen, 31 березня 1974) — фінський плавець.
Призер Олімпійських Ігор 1996 року, учасник 1992, 2000, 2004 років.
Чемпіон світу з водних видів спорту 1994 року.
Чемпіон світу з плавання на короткій воді 1999, 2000, 2002 років.
Чемпіон Європи з водних видів спорту 1993, 1995, 2002 років, призер 1997, 1999, 2004 років.
Чемпіон Європи з плавання на короткій воді 1991, 1992, 1998, 2002, 2003 років, призер 2001 року.